# Avigdor Lieberman
Avigdor Lieberman (en hebreu: אביגדור ליברמן), nascut Evet Lvovitx Liberman (en rus: Эве́т Льво́вич Ли́берман), (Chișinău (Moldàvia), 5 de juliol de 1958) és un polític israelià d'origen soviètic. Va fer la seva Aliyyà l'any 1978. Fou diputat a la Kenésset des del 1999, ministre des del 2001 i viceprimer ministre des del 2006 fins al 18 de desembre del 2012, en què va haver de dimitir de tots els seus càrrecs, acusat de frau i falsedat. És el fundador i encara líder del partit d'extrema dreta Israel Beitenu, la base electoral del qual són els jueus immigrats des de l'antiga Unió Soviètica. Des de la dimissió de Lieberman, el Primer Ministre Binyamín Netanyahu assumí les funcions de ministre d'Afers Exteriors, que restaven vacants fins que Lieberman pugui reincorporar-se al govern, en cas de ser absolt per la Justícia. S'ha anomenat sovint a Lieberman de racista antiàrab i se l'ha comparat amb Le Pen a França, Haider a Àustria i Zhirinovsky a Rússia. Els membres del seu partit, en canvi, han dit que era víctima d'una estigmatització injustificada.